# Peter Hofmann
Peter Hofmann (Mariánské Lázně, 22 agosto 1944 – Selb, 29 novembre 2010) è stato un tenore tedesco.
Tra i più acclamati interpreti wagneriani degli anni settanta e ottanta, Hofmann fu costretto ad abbandonare l'attività operistica nel 1989 a causa di problemi vocali e della malattia di Parkinson, insorta in quell'anno ma diagnosticatagli solo nel 1994. Tuttavia, ciò non pose fine alla carriera dell'artista, che continuò a cantare per tutti gli anni novanta spaziando dalla musica popolare al rock e al musical.

## Biografia
Nato a Marienbad, moderna Repubblica Ceca, Peter Hofmann crebbe a Darmstadt, dove si avvicinò al rock durante l'adolescenza. Dopo sette anni di servizio militare con la Bundeswehr, entrò alla Hochschule für Musik Karlsruhe, dove studiò canto lirico.
Hofmann fece il suo debutto sulle scene nel 1972, interpretando Tamino nel Flauto magico al Teatro di Lubecca. Nel 1974 ebbe per la prima volta il ruolo di Siegmund ne La Valchiria all'Opernhaus Wuppertal; due anni più tardi ottenne il successo internazionale quando tornò a cantare la parte nel Jahrhundertring, l'applaudito allestimento per il centenario de L'anello del Nibelungo al Festival di Bayreuth. Nel decennio successivo tornò a cantare più volte a Bayreuth, dove interpretò gli eponimi protagonisti del Parsifal (1976 e 1978), del Lohengrin (1979 e 1982) e del Tristan und Isolde (1986), oltre che Walther ne I maestri cantori di Norimberga. Acclamato heldentenor, Hofmann calcò le scene dell'Opera Garnier, della Royal Opera House, della Staatsoper Stuttgart, della Wiener Staatsoper e dell'Opera di Chicago. Tra il 1980 e il 1988 cantò frequentemente alla Metropolitan Opera House nei ruoli principali del Lohengrin, del Parsifal, de La Valchiria e dei Maestri cantori di Norimberga.
Parallelamente alla carriera operistica, Hofmann incise due album di musica rock che ottennero un discreto successo in Germania, Rock Classics (1987) e Love Me Tender: Peter Hofmann Sings Elvis Presley (1992). Si cimentò anche come attore televisivo.
La tecnica imperfetta, esacerbata anche dall'esordio della malattia di Parkinson, gli causò numerosi problemi vocali sempre più importanti, che lo costrinsero a ritirarsi definitivamente dall'opera nel 1989. Non abbandonò tuttavia il teatro musicale e dal 1990 al 1991 interpretò il Fantasma dell'Opera per più di trecento repliche del musical The Phantom of the Opera ad Amburgo.
Già reso totalmente invalido dalla patologia neurodegenerativa, Peter Hofmann morì di polmonite nel 2010 all'età di sessantasei anni.

## Vita privata
Peter Hofmann fu sposato tre volte, la seconda delle quali con il soprano statunitense Deborah Sasson dal 1983 al 1990. L'ultimo matrimonio fu celebrato nel 2007 e terminò con la morte del cantante. Hofmann ebbe tre figli. Notevolmente impoverito dai due divorzi, trascorse gli ultimi anni della sua vita a Bayreuth, dove lavorò alla propria autobiografia.

## Filmografia

### Televisione
- Der Ring des Nibelungen - miniserie tv (1980)
- Wagner - miniserie TV, 2 episodi (1984)
- Glückliche Reise (serie televisiva) - serie tv (1993)